# ピルツ
Pilz GmbH & Co. KG (これ以降「ピルツ」) は、オートメーション技術の分野に携わるドイツの企業。本社はオストフィルデルンにある。

## 歴史
起業家のHermann Pilzは1948年にエスリンゲン・アム・ネッカーにガラス器の製造加工会社を創立。第二次世界大戦後の数年間、同社は 医療 向けのガラス機器と水銀リレーの製造に特化していたが、その後、電子機器分野において革新的な小型化製品に企業努力が向けられるようになり、ピルツはリレー、制御システム、特にタイマの分野で圧倒的な優位を確立した。最初の現地法人は、1968年に オーストリア、フランス、および スイス に創立された。その後、プログラマブルロジックコントローラが製品レンジに追加された。1970年、ピルツは35 mmシリーズの取り付けで規格を策定し、後にこの規格は業界標準となった。これにより、ピルツはDIN電子式リレーの初めてのメーカーとなった。

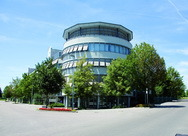
Pilz GmbH & Co. KG 本社

1987年、ピルツは 非常停止リレー「PNOZ」 を開発した。1994年には、欧州外で初の現地法人を 米国 に創立し、その後1997年にはアジアの 日本 で、1998年には 南米 の ブラジル で現地法人を設立した。ピルツの品質マネジメントシステムは、品質マネジメント規格 の 認証 を受けている。
自由に設定できる小型安全コントローラPNOZmultiが2002年に発売され、3次元ゾーン監視用安全カメラシステムSafetyEYEが2006年に開発された。これに続き2009年には、コンパクト安全コントローラPNOZmultiMiniとオートメーションシステムPSS 4000が発売された。
会社の統計から、2012年には、売上高の33パーセントが研究開発の投資に充てられていることがわかる。

## 会社の組織構造
Renate Pilzは取締役会の会長であり、娘のSusanne Kunschert、息子のThomas Pilzから取締役会が構成されている。

## 製品
製品には、センサ技術、電子監視リレー、モーションコントロール機能 を持つオートメーションソリューション、安全リレー、プログラマブル安全システム、および オペレータターミナル、監視機器 などがある。この製品レンジを補完するもとして、安全バスシステム、イーサネットシステム、産業ネットワーク向けの産業無線システムがある

## サービス
ピルツは、機械のライフサイクル全体または個々の段階に対してサービスを提供している。通常はリスクアセスメントに基づいて、明確な安全コンセプトが作成される。これには、制御システムに機能安全を導入する方法、必要なリスク低減を達成するために使用できる設計対策の提案が含まれる。

## 産業
ピルツのソリューションは、包装技術、自動車産業、風力発電、輸送、および プレス など、機械工業の全領域で利用されている。

## 拠点
ピルツは、世界の5大陸にまたがる31社の現地法人と支社で構成されており、次の国に現地法人を設立している。
ドイツ、オーストリア、スイス、フランス、ベルギー、デンマーク、フィンランド、アイルランド、イタリア、オランダ、ポーランド、ポルトガル、ロシア、スウェーデン、スペイン、トルコ、英国、米国、カナダ、ブラジル、日本、中国、韓国、オーストラリア、ニュージーランド、メキシコ、インド、ルクセンブルク、台湾、チェコ共和国、およびスロバキア。

## 認証
Pilz GmbH & Co.KGはピルツおよびクンスチャートファミリーが100％所有する同族企業です。2017年末をもって、取締役会長、レナーテ・ピルツが会社の経営から引退しました。2018年以降、経営パートナーのスザンネ・クンスチャートとトーマス・ピルツが経営者となります。

## 会員資格
ピルツは ドイツ機械工業連盟、電気電子産業協会、ドイツ鉄道産業協会、および Safety Network International e. V. の会員である。2015年より、ピルツは研究開発プラットフォームSmartFactory KLの会員となった。